# Nefeła
Nefeła (bułg. Нефела) – wieś w Bułgarii, w obwodzie Wraca, w gminie Wraca. W 2024 roku liczyła 737 mieszkańców.